# Káld
Káld község Vas vármegyében, a Sárvári járásban.

## Fekvése
Sárvártól 16 kilométerre délkeletre, Sümegtől 35 kilométerre északnyugatra fekszik, a 84-es főút mellett.
Központján, annak főutcájaként a 8437-es út húzódik végig, az köti össze a falutól délre elhelyezkedő Pusztalánc külterületi településrészével, illetve a déli szomszédságában fekvő Vashosszúfaluval is.
Vasútvonal ma nem érinti, az 1970-es évek közepéig azonban áthaladt rajta a Sárvár–Zalabér-Batyk-vasútvonal, amelynek két megállási pontja is volt itt: Sárvár felől sorrendben előbb Káld állomás a lakott területétől keletre, a vasútvonal és a 84-es főút keresztezésénél, majd Pusztalánc állomás a névadó településrész mellett.

## Története
Káld már az Árpád-kor-ban is lakott hely volt.
Nevét 1255-ben említik először az oklevelek Cald néven. Később többféle formában is írták:
Kaáld, Káld, Felső-Káld, és Alsó-Káld néven is.
A hagyományok szerint Árpád egyik unokája - a Horka méltóságot viselő Káld - Levente fia kapta szállásterületként a Káli medencét és környékét, s tőle kapta nevét a falu is.
A tatárjárás után V. István király Bana fia Páris-nak adott itt egy részbirtokot. A későbbiekben e Páris alapította a Káldy családot.
1530 és 1532 körül a törökök felégették a falut, lakói ekkor elmenekültek, majd új helyen, a mai falu helyén építették fel újra a települést. A két részből álló új falut Alsó- és Felső-Káld néven nevezték egy ideig.
1877-ben egy nagy tűzvészben a falu nagy része leégett, 1919-1920-ban pedig a spanyolnátha-járvány itt is pusztított.

## Közélete

### Polgármesterei
- 1990–1994: Ifj. Skriba Lajos (Káldért, Falunkért Mozgalom)[3]
- 1994–1998: Ifj. Skriba Lajos (független)[4]
- 1998–2002: Ifj. Skriba Lajos (független)[5]
- 2002–2006: Ifj. Skriba Lajos (független)[6]
- 2006–2010: Simonics Pál (független)[7]
- 2010–2014: Ifj. Vida Károly (független)[8]
- 2014–2019: Dr. Schmidt József (független)[9]
- 2019–2024: Vida Károly (független)[10]
- 2024– : Vida Károly (független)[1]

## Népesség
A település népességének változása:
| Lakosok száma | 1105 | 1087 | 1065 | 1062 | 1019 | 999  | 968  |
|               | 2013 | 2014 | 2015 | 2021 | 2022 | 2023 | 2024 |

A 2011-es népszámlálás során a lakosok 87,7%-a magyarnak, 1,4% németnek, 4,2% cigánynak mondta magát (12,1% nem nyilatkozott; a kettős identitások miatt a végösszeg nagyobb lehet 100%-nál). A vallási megoszlás a következő volt: római katolikus 73,1%, református 1%, evangélikus 5,6%, görögkatolikus 0,2%, felekezet nélküli 3% (16,7% nem nyilatkozott).
2022-ben a lakosság 92,1%-a vallotta magát magyarnak, 1,6% cigánynak, 0,9% németnek, 0,8% románnak, 0,2% szerbnek, 1,6% egyéb, nem hazai nemzetiségűnek (7,9% nem nyilatkozott; a kettős identitások miatt a végösszeg nagyobb lehet 100%-nál). Vallásuk szerint 55,2% volt római katolikus, 3,9% evangélikus, 2,6% református, 0,3% görög katolikus, 1,5% egyéb keresztény, 0,4% egyéb katolikus, 6,1% felekezeten kívüli (30,1% nem válaszolt).

## Nevezetességei
- Római katolikus temploma, melyet Keresztelő Szent Jánosnak szenteltek késő barokk stílusban épült.
- Káldy-kastély
- Maróthy-kastély
- A településen áthalad az Országos Kéktúra.

## Híres szülöttei
- Farkas Jenő gépészmérnök, járműtervező, a Ford vállalat munkatársa.
- Oláh Edit rákkutató, az MTA tagja